# じゃあまん探偵団 魔隣組
『じゃあまん探偵団 魔隣組』（じゃあまんたんていだん まりんぐみ）は、1988年1月10日から同年12月25日までフジテレビ系で放送された少年探偵団ドラマ。全50話。東映不思議コメディーシリーズ第8作目。

## あらすじ
江南小学校の5年生の仲良し5人組は、ドイツの潜水艦Uボートを発見し、そこを拠点にじゃあまん探偵団「魔隣組」を結成する。魔隣組は世紀の大怪盗ジゴマを倒すために、ジゴマ探知機（ジゴマが近づくと反応する）などの様々な秘密兵器を使いジゴマを追いかける。

## 解説
前作『おもいっきり探偵団 覇悪怒組』のヒットを受けて製作された少年探偵団シリーズ第2弾。メインライターが大原清秀になったこともあり、前作よりもシュールさとファンタジーを前面に出し、また、謎の転校生である雨宮なども作品に独特の面白さを加えている。バンダイから発売された「ジゴマ探知機」などの関連商品も好評だった。
1989年1月1日には、前作『おもいっきり探偵団 覇悪怒組』の面々と共演する『魔隣組対覇悪怒組』が放送された。
日笠淳がサブプロデューサーとしてメタルヒーローシリーズから移動し、最終作の『有言実行三姉妹シュシュトリアン』までシリーズに関わることになったほか、1960年代後半からヒーローものに一貫して携わった平山亨の東映における最後のプロデュース作品でもある。
江川ノボル役の伊藤慎はのちに平成仮面ライダーシリーズなどのスーツアクターとして知られており、本作品は子役時代の伊藤が出演していた番組として紹介されることもある。

## 主な登場人物

### 魔隣組
名前の由来はドイツ語のジャーマンと「邪魔者」をかけて「悪者を邪魔する」、「潜水艦を基地としている」ことから。
辻 タカシ
魔隣組のリーダー。辻刑事の息子。勉強は苦手。
田 トシカズ
歯医者の息子。ぽっちゃり体形。メカ好き。
江川 ノボル
寿司屋の息子。スポーツ万能。
後藤 ゲンタ
父はサラリーマン。物知り。メガネがトレードマーク。
古矢 カオリ
魔隣組の紅一点。母親は美容院を経営。少林寺拳法は初段。ちょっぴりお転婆。

### 大怪盗ジゴマ
白と黒のコスチュームに身を包んだ大泥棒。フルネームはフリードリッヒ・シュトロンハイム・フォン・ジゴマIII世。出自・出生・性別その他全てが謎に包まれている。正々堂々とした華麗な盗みを信条とし、卑怯な振る舞いを嫌う。そのため悪辣な犯罪者と戦ったり、傷を負うのを承知で魔隣組を助けたこともある。
- ジゴマの原型は、明治時代最後期から大正時代にかけて日本で上映された無声映画『怪盗ジゴマ』からである（ただしこちらのジゴマは殺人などの凶悪な手段も平気で行う点で、本作品のジゴマと異なっている）。ジゴマのコスチュームは皮膚に密着した全身タイツタイプである。

### 魔隣組の家族
辻 雄一
タカシの伯父。斜六郎というペンネームの推理作家で、魔隣組に協力をすることがある。通称：シャーロックおじさん。推理作家になる前はハイテクの分野で天才科学者と言われていたという。劇中で「ジゴマの正体はではないか？」という指摘が何度かなされているが、明確な答えは出さずに視聴者の想像に任せる形で物語は完結している。
辻 雄二
タカシの父で雄一の弟。ジゴマを追う刑事。
辻 春江
タカシの母。
田 敏夫
トシカズの父。田歯科を経営。
田 和子
トシカズの母。
江川 誠
ノボルの父。千両すしの店主。
江川 京子
ノボルの母。
後藤 靖邦
ゲンタの父。サラリーマン。
後藤 花恵
ゲンタの母。
古矢 道子
カオリの母。美容院を経営。

### その他
雨宮 タロウ
ドイツからやってきた謎の転校生。透視能力を持つ。
篠塚先生
江南小学校の教師。魔隣組がいるクラスの担任。
由美
シャーロックおじさん行きつけの喫茶店「ベイカー街」の店員。

## 魔隣組アイテム
- ジゴマ探知機（探知機）
- メタルソナー（金属探知機）[注釈 2]
- オトタンサー（集音器）[注釈 2]
- マリンシーバー（トランシーバー）[注釈 2]
- レディオスコープ（ラジオ&双眼鏡）[注釈 2]
- 探偵手帳（秘密手帳）
- マリンコマンダー（万能捜査メカ）

コンパス、望遠鏡、潜望鏡、ホイッスル、ミニライト、ルーペ、風向計、風力計、メジャー、追跡信号を発射できるシグナル銃
- ジャーマンDJ（ラジカセ）

これらのいくつかは玩具化され発売されている。ジゴマ探知機にはテレビ画面の点滅に反応するテレビパワー機能が搭載されていた。

## 潜水艦魔隣号
第二次大戦中に日本と同盟関係にあったナチスドイツから物資を運ぶために派遣されたUボート。しかし東京湾に近い河原に到着したのはドイツ軍が連合軍に降伏した直後であったため、乗組員は日本軍に捕虜にされ潜水艦は地中に埋め立てられてしまった。
そしてその存在は敗戦のゴタゴタで政府からも忘れ去られてしまい、現代の世になってシャーロックおじさんに誘導された魔隣組の秘密基地となる。
最終回ではジゴマによって「戦争いかん魔隣号」に改名された。

## キャスト
- 辻雄一 - 渡辺篤史
- 辻タカシ - 磯崎洋介
- 田トシカズ - 畠重樹
- 江川ノボル - 伊藤慎
- 後藤ゲンタ - 丸典膳カイ
- 古矢カオリ - 榎沢佐季子
- 大怪盗ジゴマ（声） - 金沢寿一
- 雨宮タロウ - 河野大輔
- 辻雄二 - 斉藤真
- 篠塚先生 - 朝比奈尚行
- 辻春江 - 東啓子
- 田敏夫 - 斉藤暁
- 田和子 - 柴田理恵
- 江川誠 - 冷泉公裕
- 江川京子 - 曽川留三子
- 後藤靖邦 - うえだ峻
- 後藤花恵 - 野沢由香里
- 古矢道子 - 阿知波悟美(第4話のみ)、西坂和子
- 由美 - 榎田路子

### スーツアクター
- 大怪盗ジゴマ - 前田浩、沢木ヒロシ

## スタッフ
前作で監督としてデビューした辻野正人は、本作品では長雨の時期に当たり撮影が進まず、スケジュールについて制作担当と対立し、番組を降板した。
- 企画 - 石原隆（フジテレビ）、木村京太郎（読売広告社）、平山亨（東映）
- 原作 - 石ノ森章太郎
- 連載 - テレビマガジン、小学館幼児学習雑誌、テレビランド、スーパーボンボン
- 脚本 - 大原清秀、浦沢義雄、掛札昌裕、辻野正人、中嶋信昭
- 音楽 - 本間勇輔
- 東通ecgシステム - 前岡良徹、鈴木康夫、近藤弘志、峰沢和夫
- クレイイラスト - 林恭三
- 操演 - 羽鳥博幸
- プロデューサー - 小林義明・日笠淳・西村政行（東映）
- 監督 - 佐伯孚治、村山新治、坂本太郎、小西通雄、辻野正人、前嶋守男
- 撮影 - 利根川曻、林迪雄(JSC)、小野寺修、大沢信吾
  - 撮影助手 - 細野正道
- 照明 - 大須賀国男、稲葉好治、磯山忠雄、山口利雄、小林芳雄、増川弘邦、石川末八、関口弥太郎、上原福松
  - 照明助手 - 鈴木英二、土屋克彦、森野茂樹、内田幸之介
- 美術 - 北郷久典
- 録音 - 相川比登志、郡弘迪、笠原秀樹、曽我薫、小島透
- 編集 - 水間正勝
  - 編集助手 - 柳沼由加里
  - ネガ編集 - 樽本恵子
- 記録 - 井上かずえ、森美禮、川村澪子、佐々木禮子、水平冨喜子、増田実子、宮本衣子、山之内康代、渋谷康子、甲斐哲子
- 助監督 - 近藤杉雄、辻野正人、佐々木良文、前嶋守男、河田彰、保坂直輝
- 選曲 - 秋本彰
- 整音 - 川島一郎
- 効果 - 原田千昭
  - 効果助手 - 柳谷敏典
- 計測 - 山本英夫、小野寺修、茂呂髙志、大沢信吾
- 装置 - 石塚仙三、金子光夫
- 装飾 - 高橋純一、飯野甲也、湊伸一、飯野大空、遊佐勇人(装美社)
- 衣裳 - 外川若葉(東京衣裳)
- 美粧 - 上村恵
- アクションアドバイザー - 岡田勝（大野剣友会アクションスタジオ）
- キャラクターコーディネーター - 小佐野聡（石森プロ）
- 協力 - レインボー造型企画、辻事務所、横浜ドリームランド、ヤヒユ航空株式会社、ビバリーヒルズ東京、ポプラ社 世界名作ファンタジー、アニメファンタジー
- 衣裳協力 - ワールド、ホームタウン、自由ヶ丘ベネドール
- コンピューター協力 - 深野暁雄
- 現像 - 東映化学
- 制作主任 - 小迫進
  - 進行助手 - 高岡博彦
- 制作担当 - 鈴木勝政、大櫛敬介
- 制作 - フジテレビ、東映、読売広告社（読売広告社のみノンクレジット）

## 主題歌
オープニングテーマ
「クエスチョンの冒険」
エンディングテーマ
「憧れミステリー」
作詞 - 森田由美 / 作曲 - 松本俊明 / 編曲 - 京田誠一 / 歌 - Waffle

## 放送日程
| 放送回 | 放送日         | サブタイトル             | 脚本     | 監督     | ゲスト |
| ------ | -------------- | ------------------------ | -------- | -------- | --- |
| 1      | 1988年01月10日 | いつか会いたいジゴマ     | 大原清秀 | 佐伯孚治 | - 坂口進也 - 高橋ひろ子 - 崎田美也 - 汐路章                                                                 |
| 2      | 1月17日        | オレたちの家は潜水艦     | 大原清秀 | 佐伯孚治 | - 山本龍二                                                                                                  |
| 3      | 1月24日        | 父さんはライバル         | 浦沢義雄 | 村山新治 | - 小島三児 - 佐川二郎 - 円崎一也                                                                            |
| 4      | 1月31日        | ジゴマの森の秘密         | 浦沢義雄 | 村山新治 | - 阿知波悟美 - 大月ウルフ                                                                                   |
| 5      | 2月07日        | 恐怖の実験室             | 大原清秀 | 坂本太郎 | - 沢柳迪子 - 横山あきお                                                                                     |
| 6      | 2月14日        | ジゴマの晩餐             | 大原清秀 | 坂本太郎 | - 二瓶正也 - 森篤人 - 今西正人 - 高山千草 - 前野健 - 田中耕二 - 水谷優子                                    |
| 7      | 2月21日        | フランケンと少女の夢     | 浦沢義雄 | 佐伯孚治 | - 谷隼人 - 手塚秀彰 - 木村修 - 横尾三郎 - 小池栄 - 渡辺園子 - 北川麻里子 - 竹原繭子 - 潮上百合子 - 原田揚子 |
| 8      | 2月28日        | 失なわれた明日香の石     | 浦沢義雄 | 佐伯孚治 | - 奥村公延 - 照本一代 - 伊藤卓也                                                                            |
| 9      | 3月06日        | 誰がために金はある       | 大原清秀 | 坂本太郎 | - 山崎猛 - 佐藤やよい - 三品淳子 - 石井愃一                                                                 |
| 10     | 3月13日        | 恐怖のP.T.A              | 大原清秀 | 坂本太郎 | - 西村淳二 - 若尾義昭 - 石田純子 - 唐木ちえみ - 上村依子 - 酒井麻里                                         |
| 11     | 3月20日        | 先生はジゴマじゃない！   | 浦沢義雄 | 佐伯孚治 | - 岡本まい子 - 松山鷹志 - 小甲登枝恵                                                                        |
| 12     | 3月27日        | 秘宝ゲルマンの血         | 浦沢義雄 | 佐伯孚治 | - 三輝みき子 - 依田英助 - 江幡高志                                                                          |
| 13     | 4月03日        | ゲンタのスチャラカ社員   | 大原清秀 | 小西通雄 | - 星久美子 - 小倉雄三 - 入江正徳                                                                            |
| 14     | 4月10日        | Uボートの狼男！          | 大原清秀 | 小西通雄 | - 清水照夫 - 甲斐新 - 菊地寿幸 - 上田敏也 - 斉藤茂 - 菊池英博 - ジャックビーズリ - マークオリアニ           |
| 15     | 4月17日        | ジゴマの首をとれ         | 大原清秀 | 坂本太郎 | - 草見潤平 - 山口純平                                                                                       |
| 16     | 4月24日        | お寿司の恩返し           | 浦沢義雄 | 坂本太郎 | - 平辻朝子 - 伊倉一恵 - 篠田薫                                                                              |
| 17     | 5月01日        | ジゴマIIIに夢中！        | 浦沢義雄 | 村山新治 | - 内田タクマ - 山浦栄 - 須賀良                                                                              |
| 18     | 5月08日        | 瞬間キョンシー製造機     | 浦沢義雄 | 村山新治 | - 京田尚子 - 松本利香 - 西尾徳 - 八百原寿子 - 上野めぐみ                                                    |
| 19     | 5月15日        | マリンコマンダーを渡すな | 浦沢義雄 | 佐伯孚治 | ― |
| 20     | 5月22日        | バリカン軍団、現わる！   | 大原清秀 | 佐伯孚治 | - 稲葉誠 - 木沢智之 - 高島大輔 - 豊田浩之 - 男庭邦彦 - 奥田英太郎 - 近藤光大 - 長沢賢一 - 二見忠男          |
| 21     | 5月29日        | 幻の母                   | 大原清秀 | 坂本太郎 | - 西坂和子 - 横田ひろみ - 菊地かおり                                                                        |
| 22     | 6月05日        | タカシの指導力           | 浦沢義雄 | 坂本太郎 | - 牧口元美                                                                                                  |
| 23     | 6月12日        | 赤ちゃん自動販売機！     | 大原清秀 | 村山新治 | - 山口淳史 - 高崎蓉子                                                                                       |
| 24     | 6月19日        | ジゴマ刑務所大脱走！     | 大原清秀 | 村山新治 | - 田嶋基吉                                                                                                  |
| 25     | 6月26日        | トマトの告訴             | 浦沢義雄 | 佐伯孚治 | - 斉藤勇輔 - 小川鉄雅 - 柴田正伸 - 加藤精三 - 山中一徳 - 大山尚雄 - 洪和子 - 加世幸市 - 木村修              |
| 26     | 7月03日        | 蛙の恩返し               | 浦沢義雄 | 佐伯孚治 | - 小笹一成 - 新井昌和                                                                                       |
| 27     | 7月10日        | 恋はスケボーに乗って     | 掛札昌裕 | 坂本太郎 | - 豊重正紀 - 堀江葉月 - 石井千穂 - 花王おさむ                                                               |
| 28     | 7月24日        | 排排の逆襲               | 浦沢義雄 | 坂本太郎 | - 逸見慶子 - 泉福之助 - 三輝みきこ - 上野めぐみ                                                             |
| 29     | 7月31日        | ジゴマの血を吸え！       | 浦沢義雄 | 村山新治 | - 逸見慶子 - 斉藤四郎 - 佐渡稔                                                                              |
| 30     | 8月07日        | キャンプ場の亡霊         | 浦沢義雄 | 村山新治 | - 鈴木よしひろ - 佐川二郎 - 浦谷ひづる - 岸本功                                                             |
| 31     | 8月14日        | ロリータの妙薬           | 浦沢義雄 | 坂本太郎 | - 五十嵐美鈴                                                                                                |
| 32     | 8月21日        | 輝く南十字星伝説         | 浦沢義雄 | 坂本太郎 | - 田山真美子                                                                                                |
| 33     | 8月28日        | さらば夏のジゴマ         | 辻野正人 | 辻野正人 | - 大野剣友会                                                                                                |
| 34     | 9月04日        | 不思議少年タロウ         | 大原清秀 | 辻野正人 | - 大林丈史                                                                                                  |
| 35     | 9月11日        | ゲンタの神様             | 浦沢義雄 | 坂本太郎 | - 浅川奈月 - 佐藤正宏                                                                                       |
| 36     | 9月18日        | 不健康不良児トシカズ     | 大原清秀 | 坂本太郎 | ― |
| 37     | 9月25日        | ノボルのかぐや姫         | 浦沢義雄 | 佐伯孚治 | - 金野恵子 - たうみあきこ - 玉井千鶴 - 林田和代                                                             |
| 38     | 10月02日       | ホーキから落ちた魔女     | 大原清秀 | 佐伯孚治 | - 余貴美子 - 大林丈史                                                                                       |
| 39     | 10月09日       | ジゴマへの贈り物         | 浦沢義雄 | 辻野正人 | - 山本緑 - 市川勇                                                                                           |
| 40     | 10月16日       | トシカズ神童となる       | 大原清秀 | 辻野正人 | - 大林丈史                                                                                                  |
| 41     | 10月23日       | コスモスの恋             | 大原清秀 | 坂本太郎 | - 村添豊徳 - 松永秀一 - 矢部なつ代 - 市川千里 - 大林丈史                                                    |
| 42     | 10月30日       | 戦国紅葉伝説             | 浦沢義雄 | 坂本太郎 | - 加藤麻里 - 高月忠                                                                                         |
| 43     | 11月06日       | 2050年の魔隣組           | 中嶋信昭 | 佐伯孚治 | - 大木正司                                                                                                  |
| 44     | 11月13日       | ハチ公よりキュー公       | 大原清秀 | 佐伯孚治 | - 若井慎一 - 蒲生淳 - 永田博丈                                                                              |
| 45     | 11月20日       | 新 アリとキリギリス      | 大原清秀 | 坂本太郎 | - 久保晶 |
| 46     | 11月27日       | キムチの遺跡の発掘       | 浦沢義雄 | 坂本太郎 | - 神田亜矢子 - 樋口松之 - 熊本俊雄 - 関時男 - アンドラ吉岡                                                  |
| 47     | 12月04日       | 華麗なる総金歯           | 浦沢義雄 | 前嶋守男 | - アネット・スワン - 西尾徳 - 山中康司 - 高杉哲平                                                           |
| 48     | 12月11日       | 不気味なバビロニア人     | 浦沢義雄 | 前嶋守男 | - 羽田圭子 - 手塚秀彰                                                                                       |
| 49     | 12月18日       | 泥棒サンタ               | 大原清秀 | 佐伯孚治 | - 神藤一弘 - 加賀谷礼奈 - 益富信孝 - 渡辺寛二 - 頭師孝雄                                                    |
| 50     | 12月25日       | ジゴマの如き君なりき     | 大原清秀 | 佐伯孚治 | ― |

## 放送局
- フジテレビ（キー局）：日曜 9:00 - 9:30
- 北海道文化放送：日曜 9:00 - 9:30（同時ネット）[11]
- 岩手放送：火曜 16:07 - 16:35[12]
- 山形テレビ：日曜 9:00 - 9:30[12]
- 石川テレビ：土曜 17:30 - 18:00[13]→金曜 17:30 - 18:00[14]（1989年1月20日まで放送[15]）
- テレビ山梨：水曜 15:55 - 16:25[12]
- 長野放送：日曜 9:00 - 9:30[12]
- テレビ静岡：金曜 7:00 - 7:30[12]
- 東海テレビ：金曜 7:30 - 8:00[12]
- 関西テレビ：日曜 6:30 - 7:00[12]
- 岡山放送：金曜 16:00 - 16:30[12]
- テレビ新広島：木曜 16:30 - 17:00[12]
- 山口放送：月曜 17:00 - 17:30[12]
- テレビ西日本：日曜 9:00 - 9:30（同時ネット）[12]
- サガテレビ：金曜 16:00 - 16:30[12]

## 視聴率
- 最高視聴率：19.6%（おもいっきり探偵団 覇悪怒組と並ぶ東映不思議コメディーシリーズ歴代2位）

ビデオリサーチ調べ、関東地区

## 映像ソフト化
2008年7月21日発売の「石ノ森章太郎 生誕70周年 DVD-BOX」に第1話が収録され、初のソフト化となった。

## ソフトゲーム化
1988年11月29日にバンダイからファミリーコンピュータ ディスクシステム用ゲームソフトとして発売された。

## 漫画
- テレビランド1988年連載 作画：井上良平

## CS放送・ネット配信
CS放送
- 東映チャンネル：2003年5月 - 11月、2017年8月 - 2018年2月（「石ノ森章太郎劇場」枠）、2019年4月 - 10月

ネット配信
- 東映特撮 YouTube Official：2022年2月14日 -
- 東映特撮ファンクラブ

## 関連作品
- おもいっきり探偵団 覇悪怒組 - 前作品。1987年1月11日から同年12月27日まで全50話が放送された少年探偵団ドラマ。
- 探偵団スペシャル 魔隣組対覇悪怒組 (ジゴマvs魔天郎) - 本作品終了後の1989年1月1日の7時30分から8時30分（JST）に放送された、上記の覇悪怒組とのクロスオーバー作品。大原清秀脚本、佐伯孚治監督。エンディングで魔隣組の旗をトシカズ 、覇悪怒組の旗をススムが持っていた。（双方の母親役が柴田理恵という共通点がある）